# Gustawa
Gustawa – żeński odpowiednik starogermańskiego imienia Gustaw.
Zdrobnienia: Gusta, Gucia.
W innych językach: łac. Gustava, ang. Gustava, niem. Gusta, fr. Gustave.
Gustawa imieniny obchodzi 7 maja, 2 sierpnia i 27 listopada.